# مقوم سيليكوني متحكم به

مخطط SCR رباعي الطبقات (p-n-p-n)

المقوم السيليكوني المتحكم به أو المقومات المحكومة شبه الموصلة واختصارا SCR هو جهاز تحكم بالـتيار ثابت التكوين مكون من أربع طبقات. تم تطوير مبدأ عمل الفتح والاغلاق من خلال أربع طبقات p-n-p-n بواسطة مول وتانينباوم وجولدي وهولوناك من مختبرات بيل في عام 1956  تم تقديم العرض العملي لفتح واغلاق الدوائر المتحكم فيه بالسيليكون والسلوك النظري التفصيلي للجهاز بالاتفاق مع النتائج التجريبية من قبل الدكتور إيان إم ماكينتوش من مختبرات بيل في يناير 1958. اسم «المقوم السيليكوني المتحكم به» هو الاسم التجاري لشركة جنرال إلكتريك لنوع من الثايرستور. تم تطوير SCR بواسطة فريق من مهندسي الطاقة الكهربائية بقيادة جوردون هول ☃☃ وتم تسويقه بواسطة فرانك جاتسويلر في عام 1957.
تعرّف بعض المصادر مصطلحات مقومات السيليكون المتحكم بها والثايرستور على أنها مترادفة،  وتعرّف مصادر أخرى مصطلح مقومات السيليكون المتحكم بها على أنها مجموعة فرعية من مجموعات الثايرستور، وهي أجهزة تحتوي على أربع طبقات سيليكونية على الأقل من النوع n و p بالتناوب. وفقًا لبيل جاتسويلر، فإن المصطلحين "SCR" و «المقوم السيليكوني المتحكم به» كانا سابقين، وتم اطلاق تسمية «الثايرستور» لاحقًا، حيث انتشر استخدام الجهاز دوليًا.
يعتبر الـSCR جهازا أحادي الإتجاه (أي يمكنها تمرير التيار فقط من اتجاه واحد) على عكس الترياك، التي تعبر ثنائية الاتجاه (أي يمكن أن تتدفق الشحنات من خلالها في أي اتجاه). يمكن تشغيل الـSCR بشكل طبيعي فقط من خلال تيار موجب يدخل البوابة على عكس الترياك، والتي يمكن تشغيلها بشكل طبيعي إما عن طريق تيار موجب أو سالب يتم تطبيقه على قطب البوابة.

## أنماط التشغيل

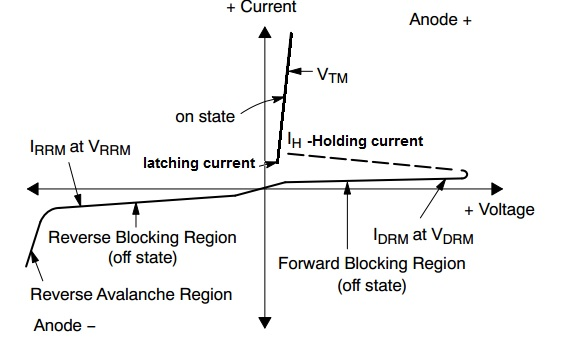
منحنى الخصائص للمقوم السيليكوني المتحكم به

هناك ثلاث أنماط تشغيل للثايرستور اعتمادًا على الإنحياز الممنوح لها:
1. نمط المنع الأمامي (وضعية إيقاف التشغيل).
2. نمط التوصيل الأمامي (وضعية تشغيل).
3. نمط المنع العكسي (وضعية إيقاف التشغيل)

نمط المنع الأمامي
في هذا النمط يُعطى طرف المصعد (+) جهدًا موجبًا بينما يُعطى طرف الكاثود (−) جهدًا سالبًا، بينما يبقى جهد البوابة صفرا (0) أي مفصول. في هذه الحالة يكون الفاصلان J1 و J3 منحازان أماميا، بينما يكون الفاصل J2 منحازًا عكسيًا، مما يسمح فقط بمرور بتيار تسرب ضئيل من الأنود إلى الكاثود. عندما تصل قيمة الجهد المطبق إلى قيمة الانهيار لفاصل J2 ، فإن J2 يخضع لانهيار تيهوري. عند جهد الكسر هذا، يبدأ الفاصل J2 بالتوصيل، ولكن دون قيمة جهد الكسر فإن مقاومة فاصل J2 تكون مقاومة عالية جدًا ولهذا يعتبر الثايرستور في حالة إيقاف التشغيل.

### نمط التوصيل الأمامي
يمكن تحويل الثايرستور من وضع المنع إلى وضع التوصيل بطريقتين: إما عن طريق زيادة الجهد بين الأنود والكاثود إلى أعلى من جهد الكسر، أو عن طريق تطبيق نبضة موجبة عند طرف البوابة. بمجرد أن يبدأ الـالثايرستور في التوصيل، لا يلزم ابقاء الجهد على البوابة للحفاظ على حالة التشغيل . يُطلق على الحد الأدنى من التيار الضروري للحفاظ على الثايرستور في حالة التشغيل عند إزالة جهد البوابة تيار الإغلاق.
هناك طريقتان لإيقاف تشغيل الثايرستور:
1. عن طريق تقليل التيار المار من خلاله إلى قيمة دنيا تسمى تيار التعليق.
2. عند إغلاق البوابة، قم بقصر دائرة الأنود والكاثود مؤقتًا باستخدام مفتاح ضاغط أو عبر ترانزستور عبر الفاصل.

### نمط المنع العكسي
عندما يتم تطبيق جهد سلبي على المصعد وجهد موجب على المهبط يكون الثايرستور في حالة المنع العكسي، جاعلا الفاصلين J1 وJ3 منحازين انحيازا عكسيا والفاصل J2 منحازا انحيازا اماميا. يمكن اعتبار الثايرستور في هذه الحالة كدايودين منحازين عكسيا موصولين على التوالي. حيث يمر تيار تسرب ضئيل عبر الثايرستور. عند زيادة الجهد العكسي على اطراف الثايرستور إلى قيمة انهيار معينة تسمى جهد الانهيار العكسي (VBR)، يحصل انهيار تيهوري على الفواصل J1 و J3 والتيار العكسي يزداد بسرعة.

## طرق تشغيل الثايرستور
1. قدح الجهد الأمامي
2. قدح البوابة
3. قدح dv/dt
4. قدح ضوئي

يحدث قدح الجهد الأمامي عندما يزداد الجهد الأمامي للمصعد والمهبط مع فتح دائرة البوابة. يُعرف هذا بالانهيار التيهوري، حيث ينهار الفاصلJ2. عند قيمة جهد كافية، يتغير الثايرستور إلى حالة التشغيل مع قيمة هبوط جهد منخفضة وتيار امامي عالي. في هذه الحالة، J1 و J3 متحيزان بالفعل للأمام.
حتى يتم القدح عن طريق البوابة، يجب أن يكون الثايرستور في حالة المنع الأمامي حيث يكون الجهد المطبق اقل من جهد الإنهيار، وإلا فقد يحدث قدح الجهد الأمامي. يمكن بعد ذلك تطبيق نبضة جهد موجب صغيرة واحدة بين البوابة والمهبط. هذا يزود تيار يمر في البوابة يحول الثايرستور إلى وضعية التشغيل.تعتبر هذه الطريقة الأكثر عملية وشيوعا.